# Bertrand Belin
Pour les articles homonymes, voir Belin.
Bertrand Belin est un auteur-compositeur-interprète, écrivain et acteur français, né le 7 décembre 1970 à Auray (Morbihan).

## Parcours
Bertrand Belin est né le 7 décembre 1970 dans le Morbihan et a grandi à Quiberon, aux côtés de quatre frères et sœurs, d’une mère au foyer et d’un père pêcheur.
En 1989, il rencontre le groupe de musique cadienne et zydeco Stompin' Crawfish, avec lequel il tourne pendant six ans et enregistre deux albums en tant que guitariste. En 1996, toujours en tant que guitariste, il tourne avec le groupe anglais Sons of the Desert, pour la sortie du deuxième album Greedy, puis enregistre avec lui l’album Good night noises everywhere, chez Universal Jazz.
Son premier album, Bertrand Belin, paraît en 2005. La Perdue, son deuxième album, paraît en 2007. Parallèlement à sa carrière d'auteur-compositeur-interprète, il compose des musiques de spectacles et de films, parmi lesquels Avec Marinette de Blandine Lenoir, prix de la meilleure musique au Festival du court métrage de Clermont-Ferrand 1999. On le voit également dans l'adaptation scénique du disque Imbécile d'Olivier Libaux, mise en scène par Olivier Martinaud, aux côtés de JP Nataf, Armelle Pioline et Barbara Carlotti. On l'aperçoit aussi depuis 2007 dans le spectacle Sombreros de Philippe Decouflé au côté de Sébastien Libolt.
Il publie en 2010 Hypernuit, album salué par la critique. Il reçoit pour ce troisième opus le grand prix du disque de l’Académie Charles-Cros 2010.
En 2011, il écrit et interprète une fiction musicale, Cachalot ?, dont l'action se déroule autour du contre-réservoir de Grosbois. Bertrand Belin réalise en 2013 l'EP quatre titres Sunnight de Fiodor Dream Dog, paru sur le label La Gosse Productions. Le 27 mai 2013, Betrand Belin dévoile Parcs, son quatrième album.
Le 9 octobre 2015 sort son cinquième album, Cap Waller. Il est lauréat en 2016 du prix Raoul-Breton, décerné par la SACEM.
En 2018, il participe à l'album Shadow People de The Limiñanas sur le titre Dimanche, dont il écrit le texte et qu'il interprète avec le groupe.
Il a par ailleurs publié cinq romans chez P.O.L : Requin, Littoral, Grands carnivores, Vrac et La Figure.
Le dernier livre de Bertrand Belin, publié également chez P.O.L. en octobre 2020, est intitulé Vrac. Il s’agit d’un recueil de fragments en prose dans lequel l’auteur parle exclusivement de son enfance et de son adolescence, dans une langue quelquefois cryptée, énigmatique, elliptique, bien à lui.
Bertrand Belin est artiste associé de la Comédie de Valence, théâtre dirigé par Marc Lainé.
En 2019, il signe le texte du single de Vanessa Paradis Vague à l'âme sœur. Il a composé la musique de la chanson Où vont mourir les baleines pour Marie-Claire Buzy. Il participe par ailleurs à l'album du groupe L'Épée (projet de The Limiñanas, Emmanuelle Seigner et Anton Newcombe) en signant trois textes et en interprétant On dansait avec elle en duo avec Emmanuelle Seigner. Anton Newcombe dira de lui qu'il est « le Nick Cave français » et les médias le comparent volontiers à Alain Bashung,,.

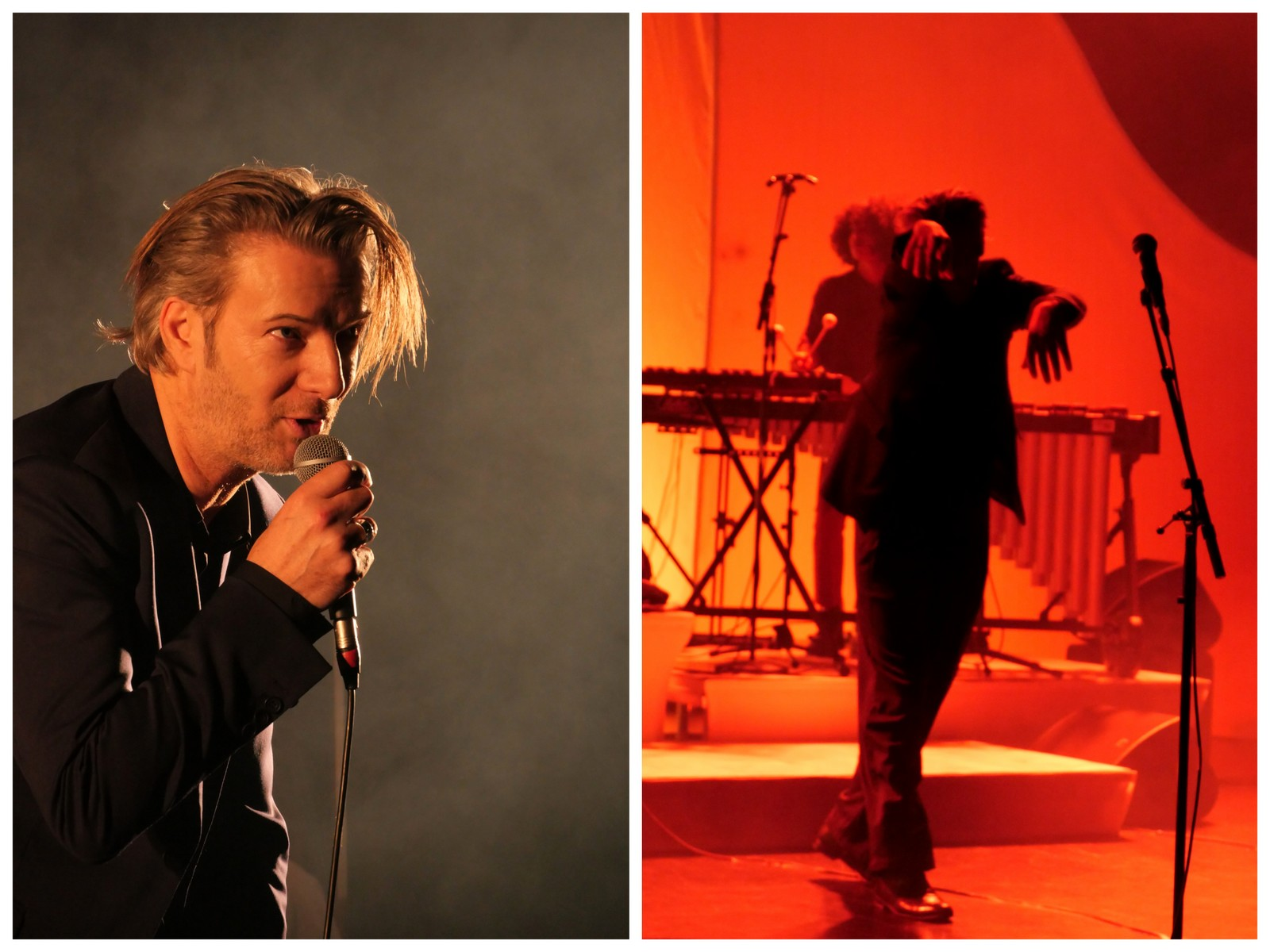
Bertrand Belin à Tournefeuille en janvier 2023.

Une réédition de l'album Persona, augmentée de trois titres inédits et quatre titres enregistrés en live à l'Olympia, sort le 25 octobre 2019.
En 2021, il compose une grande partie de la musique du film Tralala, des frères Larrieu, dans lequel il joue également le rôle de Seb, le frère de Pat interprété par Mathieu Amalric. L'année suivante, il rend hommage à Brigitte Fontaine en reprenant Ah que la vie est belle de celle-ci lors de sa « fucking night » à Bourges.
En mai 2022 paraît son 7e album, Tambour Vision,,.

## Discographie

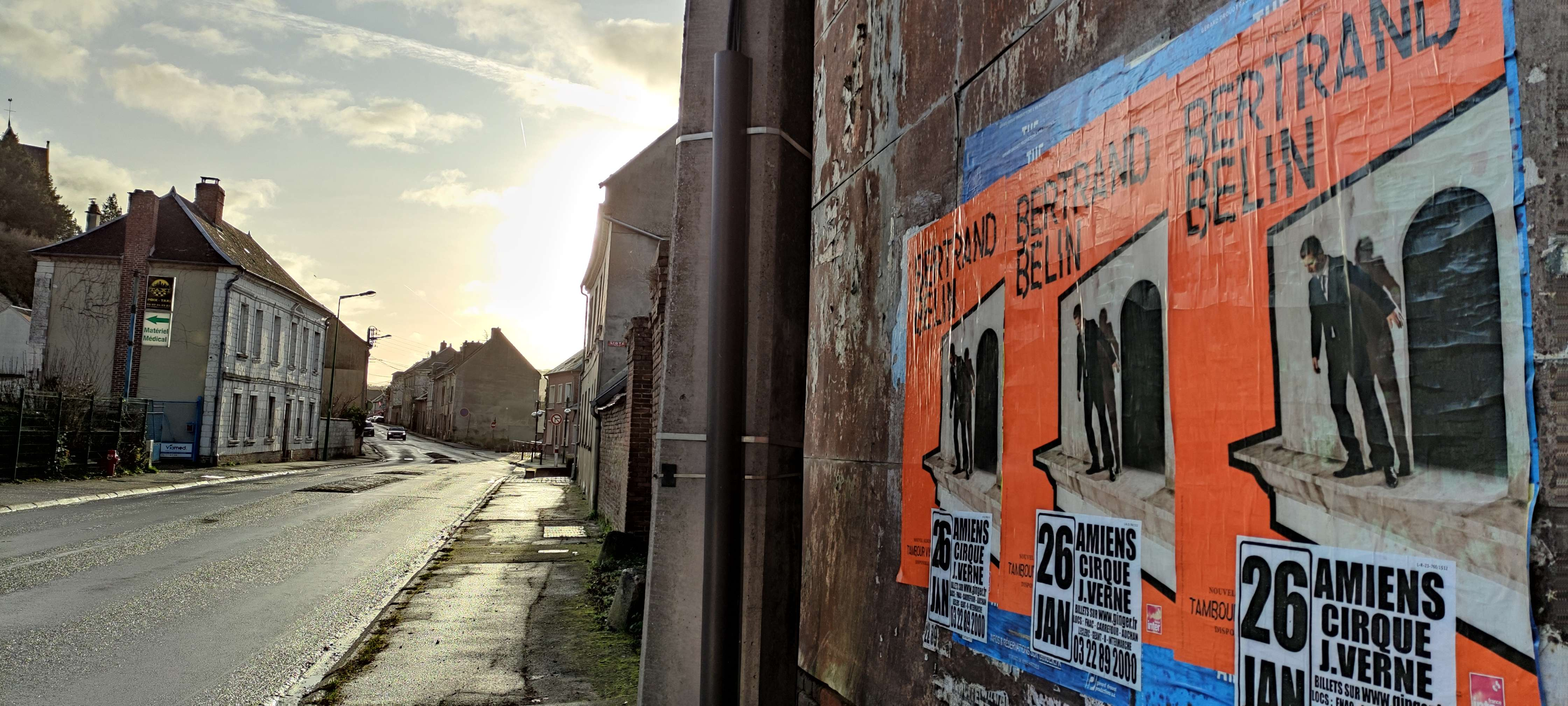
Affiche d'un concert de Bertrand Belin à Poix-de-Picardie.

### Albums solo
- 2005 : Bertrand Belin, Sterne/Sony BMG.
- 2007 : La perdue, Sterne/Sony BMG.
- 2010 : Hypernuit, Cinq7/Wagram Music
- 2013 : Parcs, Cinq7/Wagram Music
- 2015 : Cap Waller, Cinq7/Wagram Music
- 2019 : Persona, Cinq7/Wagram Music
- 2022 : Tambour Vision, Cinq7/Wagram Music

### Participations
- 1996 : Sons of the Desert : Greedy.
- 2001 : Les enfants des autres : Graines et bulbes (guitare, banjo, violon)
- 2002 : Sons of the Desert, Goodnight Noises Everywhere
- 2006 : Le grand dîner, hommage à Dick Annegarn (collectif)
- 2007 : Réalisation et arrangements de l'album ton pire cheval de Sing Sing.
- 2008 : Fantaisie littéraire (titre : Postulons, texte d'Éric Reinhardt (adaptation musicale de Bertrand Belin, à la suite du festival Les Correspondances de Manosque, sur le livre-disque collectif)
- 2010 : Trois titres inédits de Georges Brassens sur l'album Pensez à moi édité par la Cité de la Musique à l'occasion de l'exposition Brassens ou la liberté
- 2015 : Inédits trois titres pour le disquaire day (avec H-Burns et Jonathan Morali)
- 2016 : 50 ans Saravah : La Bicyclette (voix, arrangements)
- 2018 : The Limiñanas – Shadow People. Titre : Dimanche.
- 2018 :  Claron McFadden et Bertrand Belin dans Calamity / Billy Opéra de Ben Johnston et Gavin Bryars mis en scène par Jean Lacornerie avec les Percussions Claviers de Lyon (d)
- 2019 : Arlt : Soleil enculé (violons)
- 2019 : L'Épée : Dreams (textes, chants)
- 2019 : Vanessa Paradis : Best of  (texte du single : Vague à l'âme sœur)
- 2019 : Buzy : album Cheval fou titre Où vont mourir les baleines (musique et featuring)
- 2020 : Rodolphe Burger : Environs (featuring sur Les Danses anglaises)
- 2021 : Plaisir de France : Serpent (chant, auteur)
- 2022 : Laurent Bardainne et Tigre d'Eau Douce : Oiseau (chant, auteur)
- 2023 : Gaëtan Roussel album Éclect!que : Promenade (chant en duo)
- 2024 : The Limiñanas : J'adore le monde (chant, auteur)

### Collaborations
- Avec Delphine Volange (d) :
  - Monceau
  - Et le ciel était toujours sans nouvelles
  - Sublimons
  - Sirènes (parolier)
- Avec Chet : La Magie
- Avec Vanessa Paradis : Vague à l'âme sœur

### Réalisation
- Bastien Lallemant : Le Verger (album)
- Greg Gilg : 14:14 (album)

## Théâtre
Sauf indication contraire ou complémentaire, les informations mentionnées dans cette section peuvent être confirmées par la base de données Les Archives du spectacle.

### Acteur
- 2014 : Spleenorama (Marc Lainé), théâtre de la Bastille
- 2015 : Low/ Heroes un Hyper-Cycle Berlinois (Renaud Cojo), Philharmonie de Paris
- 2018 : Calamity / Billy, opéra mis en scène par Jean Lacornerie, musique de Gavin Bryars, avec les Percussions Claviers de Lyon (d)
- 2022 : En travers de sa gorge de et mise en scène Marc Lainé, Comédie de Valence

## Cinéma
Sauf indication contraire, les informations mentionnées dans cette section peuvent être confirmées par les bases de données cinématographiques IMDb et Allociné,  présentes dans la section « Liens externes ».

### Acteur

#### Courts métrages
- 2006 : Pour de vrai de Blandine Lenoir
- 2013 : Peine perdue d'Arthur Harari : le chanteur

#### Longs métrages
- 2011 : Les Chants de Mandrin de Rabah Ameur-Zaïmeche : violon
- 2017 : Ma vie avec James Dean de Dominique Choisy : Maxence
- 2018 : Autour de Luisa d'Olga Baillif : Julien
- 2021 : Tralala d'Arnaud et Jean-Marie Larrieu : Seb Rivière
- 2021 : Playlist de Nine Antico : le narrateur
- 2023 : L'Amour et les Forêts de Valérie Donzelli : David
- 2024 : Le Roman de Jim d'Arnaud et Jean-Marie Larrieu : Christophe

### Compositeur

#### Courts métrages
- 1999 : Avec Marinette, de Blandine Lenoir
- 2000 : Sans autre, t'es rien, de Philippe Jullien (avec Néry et Nicolas Delbart)
- 2001 : Pas de pitié, de Blandine Lenoir
- 2004 : Dans tes rêves, de Blandine Lenoir (avec Kool Shen)
- 2005 : Ma culotte, de Blandine Lenoir
- 2006 : Pour de vrai, de Blandine Lenoir

#### Longs métrages
- 2014 : Zouzou, de Blandine Lenoir
- 2017 : Aurore, de Blandine Lenoir
- 2018 : Ma vie avec James Dean, de Dominique Choisy
- 2019 : Moi, grosse (téléfilm), de Murielle Magellan
- 2020 : La Campagne de France, de Sylvain Desclous
- 2021 : Tralala d'Arnaud et Jean-Marie Larrieu
- 2022 : Annie colère de Blandine Lenoir
- 2024 : Juliette au printemps de Blandine Lenoir
- 2024 : Le Roman de Jim d'Arnaud et Jean-Marie Larrieu

## Publications
- Sorties de route, Vanves, La machine à cailloux, coll. « Collection Carré », 2011, 80 p. (ISBN 978-2-916734-07-1, BNF 42422034).
- SOS, Save our souls (photogr. Caroline Pottier), Grane, éditions Créaphis, 2013, 96 p. (ISBN 978-2-35428-081-9, BNF 43722363, présentation en ligne).
- Till (ill. Valérie Archeno), Arles, Actes Sud, 2014, 104 p. (ISBN 978-2-330-03681-2, BNF 43722363, présentation en ligne).
- Requin, Paris, P.O.L, 2015, 192 p. (ISBN 978-2-8180-3571-9, BNF 44294170, présentation en ligne).
- Littoral : roman, Paris, P.O.L, 2016, 96 p. (ISBN 978-2-8180-4090-4, BNF 45134180, présentation en ligne).
- Grands carnivores, Paris, P.O.L, 2019, 176 p. (ISBN 978-2-8180-4673-9, BNF 45646050, présentation en ligne).
- Vrac, Paris, P.O.L., 2020, 160 p.  (ISBN 978-2-8180-5153-5).
- La Figure, Paris, P.O.L., 2025, 280 p.  (ISBN 978-2-8180-6253-1).

## Distinctions
- Festival du court métrage de Clermont-Ferrand 1999 : meilleure musique de film dans la compétition nationale pour Avec Marinette[17]
- Grand prix du disque de l’Académie Charles-Cros 2010 : prix de la chanson pour Hypernuit[5]
- Prix Raoul-Breton 2016[8]
- Chevalier de l'ordre des Arts et des Lettres (2025)[18]